# رالی مونت کارلو ۲۰۱۴
رالی مونت کارلو ۲۰۱۴ (به طور رسمی با نام  ۸۲امین رالی اتومبیلرانی مونت کارلو  شناخته می شود) یک رویداد اتومبیل رانی برای خودروهای رالی است که طی سه روز بین 14 و 18 ژانویه ۲۰۱۴ برگزار شد. این هشتاد و دومین دوره رالی مونت کارلو را رقم زد و اولین دور از مسابقات رالی قهرمانی جهان ۲۰۱۴، WRC-2 و WRC-3 بود. پس از برگزاری این رویداد در شهر ولانسین در سال ۲۰۱۳، مقر اصلی رالی به شهر گپ در استان اتز-آلپ فرانسه منتقل شد. خود رالی شامل پانزده مرحله ویژه بود که تیم‌ها و رانندگان در مسیرهای رقابتی به طول ۳۸۳٫۸۸ کیلومتر (۲۳۸٫۵۳ مایل) به رقابت پرداختند.
راننده سابق فرمول ۱، رابرت کوبیکا، در دو مرحله اول رالی را به پیروزی رسید اما توسط برایان بوفی که در مراحل بعدازظهر روز اول به صدر جدول رسید، کنار زده شد.
بوفی روز دوم را در صدر آغاز کرد، اما در مرحله ویژه ۹ (SS9) پس از یک چرخش طولانی، جای خود را به سباستین اوژیه داد. رویداد برای کوبیتسا نیز در همان مرحله به پایان رسید، زیرا هنگام ترمزگیری از جاده خارج شد و نتوانست به مسیر بازگردد.
این نخستین رویداد رالی مونت کارلو از سال ۲۰۰۱ بود که بدون حضور سباستین لوب برگزار شد.